# БемБем
Канпимук Пуакул (на тайски: กันต์พิมุกต์ ภูวกุล; роден на 2 май 1997 г.), познат още като БемБем (на корейски: 뱀뱀; на тайски: แบมแบม), е тайландски певец, рапър, танцьор, текстописец и музикален продуцент. Известен е с членството си в южнокорейската (кей поп) музикална момчешка група Got7.

## Биография
Псевдонимът му, БемБем, е вдъхновен от Бам-Бам Ръбъл, герой от „Семейство Флинтстоун“. Като дете участва в денс групата We Zaa Cool заедно с Лиса от Black Pink.
На 9 април 2018 г. БемБем се връща в Тайланд заради военния набор, но е освободен от служба, благодарение на множеството доброволци и младежи, получили червени картони (одобрени) преди да дойде неговият ред, запълвайки всички места.

## Кариера
БемБем е „трейни“ (музикант, който се обучава от няколко месеца до няколко години преди да дебютира) в JYP Entertainment в продължение на три и половина години преди да дебютира като част от Got7. Първата му изява преди дебют е в епизод на риалити предаването WIN: Who Is Next по канал Mnet, излъчен на 6 септември 2013 г. БемБем, Марк, Джаксън и Югьом от Got7, както и Йънг Кей, Дже, Уонпил, Сънгджин и Джухьок от Day6 се състезават срещу „трейнитата“ от компанията YG Entertainment, Team A и Team B, които по-късно дебютират съответно в групите Winner и iKon.
Дебютният сингъл на Got7 „Girls Girls Girls“ и видеоклипът към него излизат на 16 януари 2014 г.
През 2016 г. БемБем и Джаксън участват в специалния сезон на тема „Да постъпим в армията заедно“ в южнокорейското риалити шоу Real Men. БемБем и Джинйонг, заедно с Кий от групата Шайни се превръщат в постоянните водещи на M! Countdown по Mnet от март 2015 г. до март 2016 г.
През 2017 г. БемБем създава видеоклип, съдържащ текста на песента на „You Are“ – трак от седмия мини албум на Got7, 7 for 7. На 5 декември 2017 г. открива собствена модна линия, наречена doubleB. Ексклузивният дизайн се продава в продължение на две седмици, а приходите от кампанията, от която са продадени 13 707 продукта, са прехвърлени на организацията Water.org, предоставяща достъп до чиста питейна вода.
На 28 септември 2018 г. БемБем публикува саморъчно заснето видео, озаглавено „My Year 2018“ („Моята 2018 година“), в официалния канал на Got7 в YouTube с цел да благодари на феновете на групата за подкрепата им. На 30 януари 2019 г. певецът обявява датите на първото си индивидуално турне „Black Feather in Thailand“, което се провежда между 2 и 17 март в пет града, сред които Банкок, Након Ратчасима, Кхон Каен, Пукет и Чианг Май.

## Филмография

### Филми
| Година | Заглавие          | Роля                  | Описание               |
| ------ | ----------------- | --------------------- | ---------------------- |
| 2012   | Fairy Tale Killer | Синът на Уонг Уай-хан | Хонгконгски хорър филм |

### Драми
| Година | Заглавие            | Роля              | Канал       | Описание                                                 |
| ------ | ------------------- | ----------------- | ----------- | -------------------------------------------------------- |
| 2015   | Dream Knight        | БемБем            | Youku Tudou | Южнокорейска-китайска онлайн драма на JYPE и Youku Tudou |
| 2016   | Don't Dare to Dream | Специално участие | SBS         | Епизод 1                                                 |

### Музикални предавания
| Година | Заглавие                      | Канал        | Описание                                                                  |
| ------ | ----------------------------- | ------------ | ------------------------------------------------------------------------- |
| 2013   | Who Is Next (WIN)             | Mnet         | YG срещу JYP (епизод 4); с Марк, Джаксън, Югьом и други „трейнита“ на JYP |
| 2015   | My Young Tutor                | MBC          |                                                                           |
| 2016   | Where is My Friend's Home     | JTBC         | Участие заедно с Джаксън от Got7 в тайландските епизоди                   |
| 2016   | Real Men                      | MBC          | Участие с Джаксън                                                         |
| 2016   | Uncontrollably Actor          | K-STAR       |                                                                           |
| 2017   | I Can See Your Voice          | Mnet         | Участие заедно с Марк, Йонгдже, Югьом, Джинйонг и Джейби от Got7          |
| 2017   | 3 zap                         | Channel 3    | Участие заедно с Got7 в тайландските епизоди                              |
| 2017   | I Can See Your Voice Thailand | Workpoint TV | Участие заедно с Марк, Йонгдже, Югьом                                     |

### Музикални видеоклипове
| Година | Заглавие | Музикант | Описание                                          |
| ------ | -------- | -------- | ------------------------------------------------- |
| 2018   | „Party“  | БемБем   | Индивидуална песен от албума Present: You на Got7 |

### Участия в предавания като водещ
| Година | Канал | Предаване         | Роля            |
| ------ | ----- | ----------------- | --------------- |
| 2015   | Mnet  | M! Countdown      | Постоянен водещ |
| 2016   | KBS   | Idol Battle Likes | Постоянен водещ |
| 2017   | KBS   | K-Rush            | Постоянен водещ |